# Свети Архангел Михаил (Лешко)
Вижте пояснителната страница за други значения на Свети Архангел Михаил.
„Свети Архангел Михаил“ е българска възрожденска църква в горноджумайското село Лешко, България, част от Неврокопската епархия на Българската православна църква. Църквата е построена в 1816 година. Тя е най-старата запазена църква в Горноджумайската околия. Обявена е за паметник на културата с национално значение.

## Архитектура
Църквата е построена върху скала. В архитектурно отношение представлява неголяма еднокорабна сграда с една апсида на изток и открит трем на юг. Оградена е с каменен парапет. Зидарията е от камък, като от запад е вкопана. В 1941 година притворът е разрушен и на запад са пристроени две нови затворени помещение, както и нова камбанария, в която е вграден ктиторският надпис – „Стоян 1816“. Според местни предания Стоян е ктиторът на църквата, местен лешковец, който става ктитор на новата църква в Лешко, след като старата църква „Света Богородица“ в горната махала се срива.

## Интериор
Храмът е напълно изписан в 1893 година от банските майстори Михалко Голев и Димитър Сирлещов. Изписани са всички стени, сводът на наоса, южната и западната фасада. Част от стенописите по-късно са варосани, а тези на запад са унищожени при преустройството. Запазени са стенописите на източната фасада – архиереи, пророци и евангелски сцени, в апсидата – Богородица Ширшая небес и Великите отци, в три ниши на северната стена и една ниша на южната. Върху западната фасада има останали фрагменти. Ктиторският надпис над източната стена в олтара гласи: „Образописатель Миялко Ювановъ отъ Разлогъ село Банцко 1889.“ Стенописите са изпълнени с голяма фантазия, като в част от тях има наивизъм и примитивизъм, но са със силна графичност смесена с живопис. Сцените са раздвижени и зографите са се опитали да покажат пространственост в дълбочина, лицата са еднотипни и неизразителни, а колоритът е наситен. Стенописите в притвора са с нравствено-битово съдържание. Любопитно е, че някои светии са нарисувани с местна носия, особено в трема на храма, и апокрифни сцени.
Иконостасът е рисуван с геометрични и растителни мотиви в синьо, розово, зелено и червено. Пет от царските икони са на банския зограф Димитър Молеров и са с високо качество. Иконите на дейсисния ред са на друг иконописец, чийто колорит е по-студен, рисунъкът по-беден и въздействието на иконите му е по-слабо. Иконите са с дарителски надписи от жители на село Падеш.